# 埃尔曼萨诺
埃尔曼萨诺，是西班牙卡斯蒂利亚-莱昂萨拉曼卡省的一个市镇。 总面积37平方公里，总人口96人（2001年），人口密度3人/平方公里。